# Wojna o niepodległość Stanów Zjednoczonych

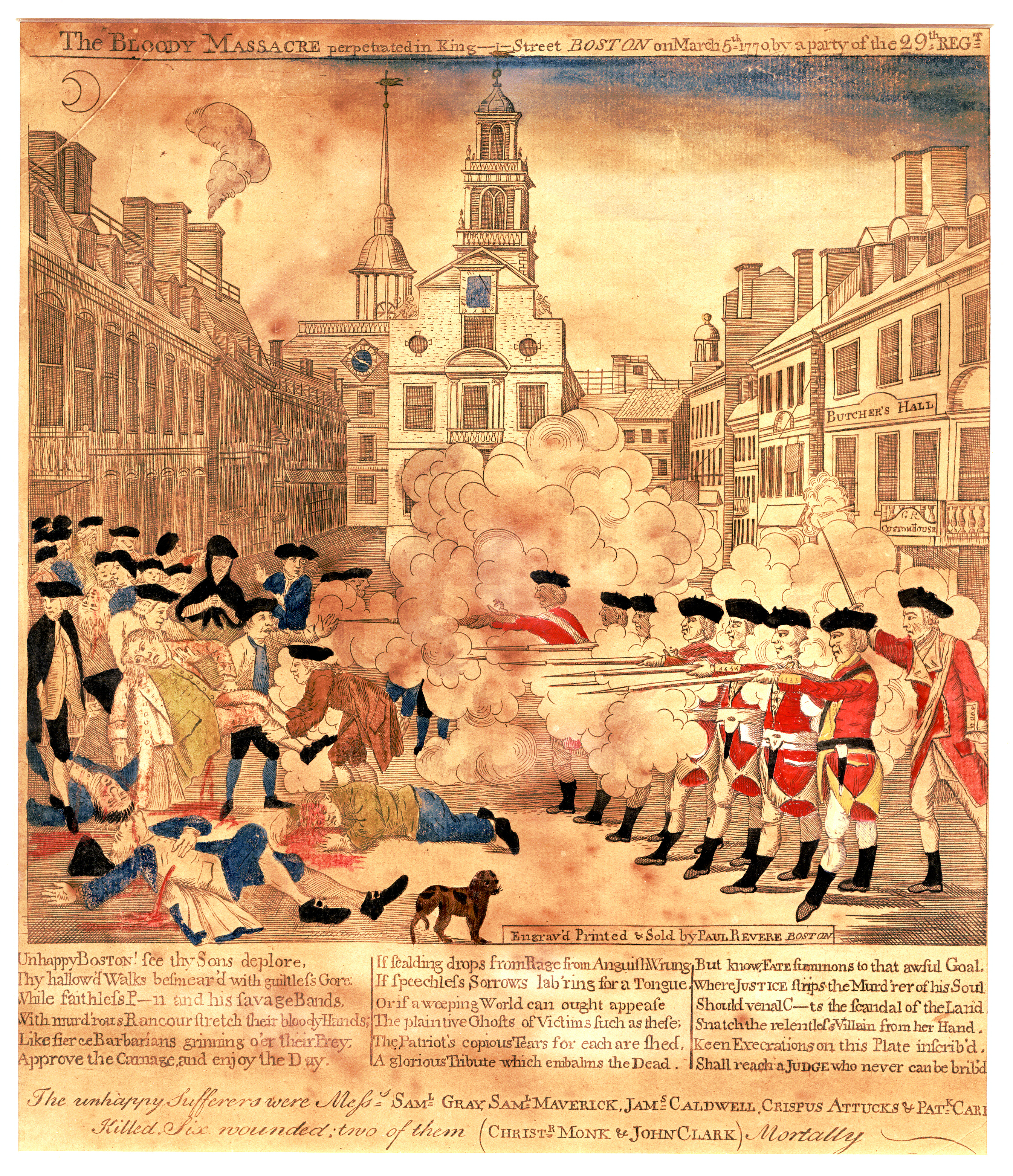
Masakra bostońska według Paula Revere

Wojna o niepodległość Stanów Zjednoczonych, inaczej zwana rewolucją amerykańską – konflikt zbrojny pomiędzy Królestwem Wielkiej Brytanii a jego trzynastoma koloniami w Ameryce Północnej w latach 1775–1783.
W wojnie po stronie kolonii brali udział ochotnicy z kilku krajów europejskich, między innymi Marie Joseph de La Fayette, Jean-Baptiste de Rochambeau, Friedrich Wilhelm von Steuben, Tadeusz Kościuszko, Kazimierz Pułaski. Po stronie brytyjskiej walczyła armia najemna Hesji-Kassel i jej dowódca Wilhelm von Knyphausen.

## Geneza konfliktu
Narastający od wielu lat konflikt był konsekwencją rosnącego sprzeciwu kolonii wobec polityki brytyjskiej, a zwłaszcza dążeń Wielkiej Brytanii do ograniczenia ich samorządu, hamowania rozwoju i zwiększania czerpanych z nich dochodów, głównie przez nakładanie nowych podatków. Nie były one jednak wielkie. W roku 1763 przeciętny Brytyjczyk płacił 26 szylingów podatku rocznie, zaś mieszkaniec Nowej Anglii 1 szylinga. Kolonistom nie chodziło więc o obniżenie świadczeń, a o ich zniesienie.
Rewolucja w szerszym tego słowa znaczeniu (jako proces) zaczęła się znacznie wcześniej, a jej wpływ na doświadczenia ludzkie był znacznie większy niż tylko zapewnienie niepodległości koloniom. W wyniku tego procesu ukształtował się nowy, niespotykany wcześniej na świecie pogląd na sprawy rządu i jego organizacji. Pojęć demokracja i republika używano w starożytnych Grecji, Rzymie i w rzeczypospolitej szlacheckiej w Polsce, jednak dopiero po rewolucji amerykańskiej zostały one wprowadzone w życie w formie rządu, którego władza opierała się na prawach jednostki, a nie na woli władcy lub grupy dzierżącej władzę.
Na rewolucję amerykańską wpływ miały wcześniejsze wydarzenia: jej korzenie sięgają Kongresu z Albany z 1754 roku i wojny z Francuzami, w której koloniści brali udział, ale nie doczekali się wdzięczności. Na dodatek niedługo po jej zakończeniu, 7 października 1763 roku, król Jerzy III wydał proklamację, w której ograniczył osadnictwo w Ameryce Brytyjskiej do linii Appalachów:

Jest sprawiedliwe, rozsądne i zgodne z naszymi interesami by, dla bezpieczeństwa naszych kolonii, narody lub plemiona indiańskie, z którymi utrzymujemy kontakty i które żyją pod naszą opieką, nie były molestowane i niepokojone.

W pierwszej chwili wydawało się, że królewski gest będzie dla kolonii dobrodziejstwem, ale otrzeźwienie przyniosło siedemnastomiesięczne, krwawe powstanie Pontiaka, zaś po jego stłumieniu osadnicy prący na zachód uznali ów gest za swego rodzaju wyzwanie. Uważali, że trzeba przekroczyć Appalachy i zająć Kraj Ohio wbrew rządowi w Londynie.
Przed rewolucją większość mieszkańców północnoamerykańskich kolonii brytyjskich uważała się za lojalnych poddanych Korony Brytyjskiej i chciała mieć te same prawa i obowiązki jak mieszkańcy Wielkiej Brytanii. Pragnęli rzeczywistej, lokalnej reprezentacji, a nie tej, jaką dawała im londyńska Izba Gmin. Umiarkowani, jak Joseph Galloway, szukali kompromisu. Proponowali ustanowienie wybieralnej rady ustawodawczej wspólnej dla wszystkich kolonii, której przewodniczący byłby zatwierdzany przez Koronę. Londyński rząd odrzucił takie rozwiązanie.
Samą wojnę poprzedziła działalność licznych organizacji (jak np. Synowie Wolności), organizujących łączność między koloniami, mobilizujących opinię publiczną do walki o jej prawa i wysyłających petycje do króla, organizujących akcje bojkotu towarów brytyjskich, czasami posuwając się do przemocy wobec przedstawicieli brytyjskich władz kolonialnych.

## Tworzenie się świadomości narodowej
Rewolucja amerykańska została przygotowana przez powolną amerykanizację kolonistów, czyli proces stapiania się różnych grup etnicznych i religijnych żyjących na obszarze angielskich kolonii w Ameryce Północnej i tworzenia się wspólnej tożsamości amerykańskiej. Obszar kolonii brytyjskich zamieszkany był przez około 150 odrębnych grup etnicznych i religijnych. W tej różnorodności dominację zachowała kultura anglosaska, dzięki przewadze liczebnej brytyjskich imigrantów. Nie stanowili oni jednak jednolitej grupy, lecz przybywali falami, różniącymi się pochodzeniem społecznym i wyznaniem religijnym. Stopniowo przedstawiciele poszczególnych grup zaczęli coraz częściej określać się jako mieszkańcy kolonii („Wirginijczycy” czy „Nowojorczycy”), a następnie jako „Amerykanie”, zamiast odnosić się do swojego pochodzenia.
Do najważniejszych czynników kształtujących wspólny amerykański charakter należał tzw. „efekt pogranicza” (ang. frontier effect), opisany przez Fredericka Jacksona Turnera. Składały się nań m.in. szerokie, dostępne do zasiedlania terytoria na Zachodzie, walki z Indianami oraz przeświadczenie, że nie można liczyć na władzę w odległym Londynie, ale raczej na własne siły. Czynniki te (zdaniem Turnera) miały mieć zasadnicze znaczenie w kształtowaniu się takich cech amerykańskiego charakteru, jak indywidualizm, agresywność, przedsiębiorczość czy optymizm. Równie ważne były takie czynniki, jak względnie duża tolerancja religijna w koloniach (nieobejmująca jednak często katolicyzmu) oraz słabość i arogancja władz.
Amerykanizacja kolonistów była procesem długotrwałym i podskórnym. Dopiero pod koniec XVIII wieku rosnący sprzeciw wobec korony brytyjskiej i świadomość wspólnych interesów kolonistów doprowadziły do artykulacji amerykańskiej tożsamości, czego świadectwo dają dokumenty związane z rewolucją amerykańską.

## Korzenie

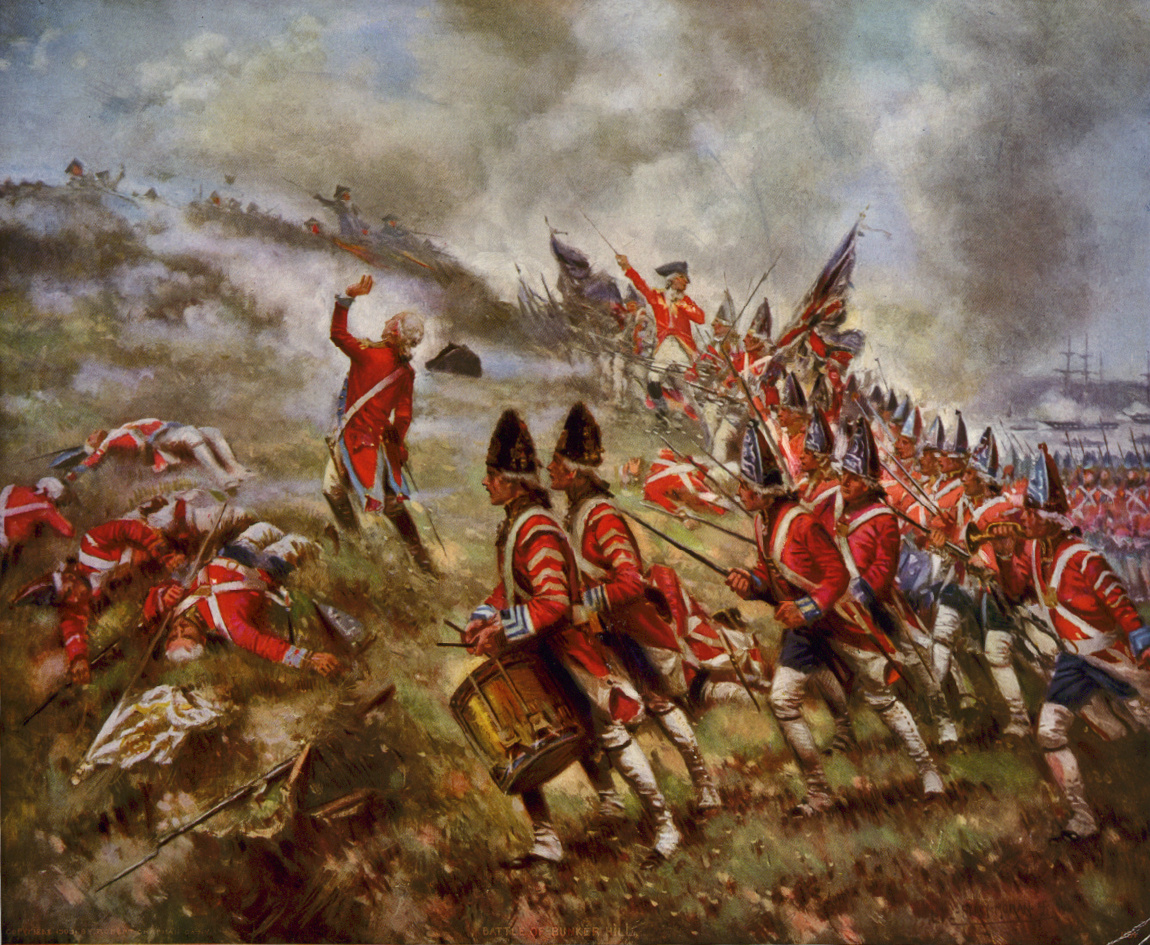
Bitwa o Bunker Hill, mal. Percy Moran

Wpływ na rewolucję i nadanie jej impetu miały cztery wielkie trendy historyczne w Europie i Ameryce osiemnastego wieku: oświecenie, które zmieniło intelektualne wzorce myślenia; wielkie przebudzenie, które zaowocowało zmianami emocjonalnego i religijnego podejścia do życia; europejskie wojny dynastyczne, które odmieniły pogląd na narody i ich wzajemne relacje; oraz narastające zmiany ekonomiczne, wpływające na życie codzienne. W tej ostatniej kwestii istniał jednak głęboki rozdźwięk pomiędzy mieszkańcami wschodniego wybrzeża (Tidewaters), a osadnikami na pograniczu, zwanym wówczas „Piemontem”. Pierwsi wiedli życie spokojne i dostatnie, drudzy prymitywne i nieustannie zagrożone wypadami Indian, przed którymi władze nie zamierzały ich chronić.
Amerykanie z trudem znosili myśl o płaceniu podatków na rzecz metropolii i przyzwyczaili się, że sami regulują swoje sprawy podatkowe, a także wszystkie inne. Nie wiedzieli, gdzie i czy w ogóle zakończą się brytyjskie żądania. Byli wrogo nastawieni do brytyjskiego monopolu manufakturowego. Okazało się, że dobro kolonii i kraju ojczystego nie zawsze są wobec siebie tożsame. Już pierwsze brytyjskie Akty Nawigacyjne tworzyły fundamenty quasi-merkantylizmu, którego celem były zmiany bilansu handlowego powodujące gromadzenie kruszcu i monet na terytorium Wielkiej Brytanii. Tak samo jak w przypadku działań wojennych, brytyjskie założenie o ograniczonych zasobach, gdzie zasobem krytycznym była posiadana ziemia, w Ameryce nie miało racji bytu, gdzie czynnikiem ograniczającym rozwój był brak siły roboczej i wykształconej kadry. Systemy monetarne, poczynając od funta szterlinga, oraz rosnące tempo wynalazczości wchodziły w początkowy okres rewolucji przemysłowej. Istniejący system dążył do skupienia tych osiągnięć w Anglii, podczas gdy kolonie były traktowane jako źródło surowców.
Oświecenie podniosło rangę filozofii natury oraz zapoczątkowało wypieranie argumentacji opartej na tradycji i autorytecie przez opartą na obserwacjach i niezależnym rozumowaniu. Skutki wcześniejszej rewolucji naukowej zaczęły wszędzie wywierać większy wpływ na życie codzienne i świadome myślenie człowieka. Rozwój i wzrost piśmiennictwa oraz komunikacji między ludźmi myślącymi podobnie spowodowały poddanie kwestionowaniu i rozważaniom dziedzin dotychczas nieruszanych. Wczesne dzieła myślicieli takich jak John Locke stały się obiektem analiz prowadzonych przez następców, do których zaliczał się np. Monteskiusz.
Wielkie przebudzenie było amerykańskim nawiązaniem do wcześniejszych przemian religijnych w Europie. Kwestionowało ono mądrość ustalonego Kościoła oraz kładło nacisk na znaczenie świadomości indywidualnej i doświadczeń jako źródła doznań religijnych. Wielkie przebudzenie zapoczątkowało lub zwiększyło również obecność poglądów baptystów w koloniach. Było pierwszym ruchem, który opanował wszystkie kolonie brytyjskie, od Nowej Anglii po obie Karoliny, i stał się w nich wspólną praktyką.
Europejskie wojny dynastyczne, których fragmentem była wojna o kolonie amerykańskie, obudziły wśród kolonistów północnoamerykańskich nowe idee. Jedną z nich było znaczenie samodzielności obronnej i towarzysząca temu świadomość, że na tym kontynencie europejskie instytucje wojskowe były znacznie mniej efektywne, a siły zbrojne zwyczajnie nieudolne. Kongres z Albany nauczył kolonistów znaczenia współpracy pomiędzy mającymi rozbieżne interesy koloniami. Innym efektem tych wojen było rosnące poczucie frustracji, gdyż zwycięstwa odniesione po części dzięki krwi i majątkowi kolonistów przehandlowywano w negocjacjach w zamian za zyski w Azji czy na Karaibach.

## Przyczyny bezpośrednie

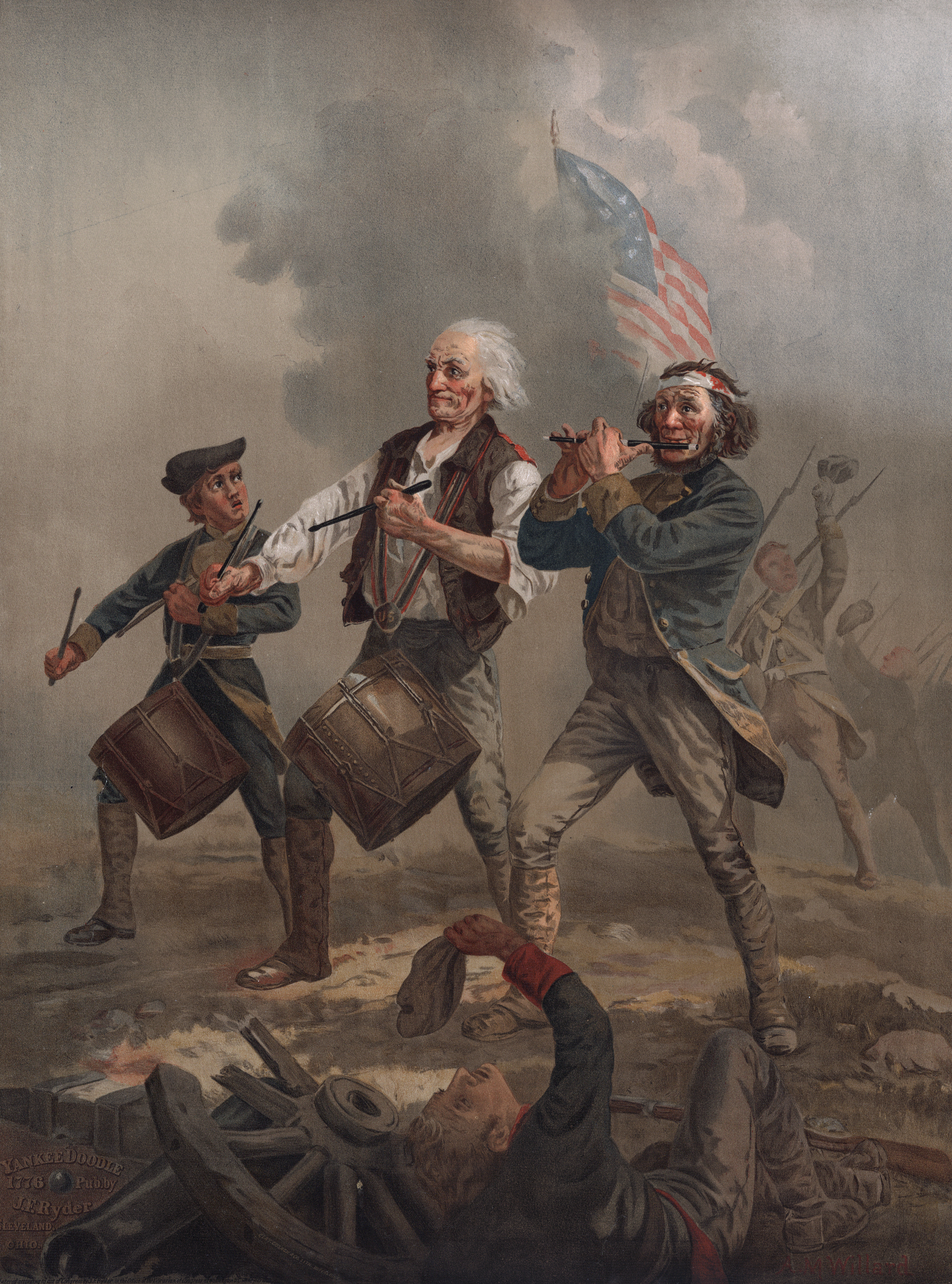
Duch roku 1776

Momentem zwrotnym w polityce Wielkiej Brytanii wobec jej kolonii w Ameryce było zakończenie wojny siedmioletniej i pokój paryski w 1763. Do tego momentu społeczność brytyjską zarówno w Europie, jak i na ziemi amerykańskiej łączyły wspólne cele militarne, dlatego rozmaite inne problemy schodziły na razie na plan dalszy. Jednakże po wyeliminowaniu ostatniego zagrożenia Anglii, jakim była Francja, problemy pomiędzy koloniami a metropolią zaczęły wychodzić na światło dzienne z niespotykaną dotąd intensywnością. Anglia, która po traktacie paryskim zaczęła boleśnie odczuwać efekty wojny, przyjęła nowe cele polityczno-ekonomiczne. Dotychczasowa merkantylistyczna polityka Brytyjczyków została zastąpiona wyniszczającym kolonie amerykańskie imperializmem ustawodawczo-politycznym. Wcześniej – mimo pewnych obciążeń ustawodawczo-ekonomicznych – kolonie uczestniczyły w wielkim obrocie handlowym z Imperium Brytyjskim, poza tym miały zagwarantowaną pomoc militarną w wypadku agresji Indian bądź Francuzów. Po wprowadzeniu nowej polityki prowincje amerykańskie zostały zepchnięte do roli środka mającego zapewnić zwiększenie potęgi finansowej i wojskowej Wielkiej Brytanii. Na takie przedmiotowe wykorzystywanie Amerykanie odpowiedzieli głośnym sprzeciwem.
Pierwsza dekada sporu Korony z Koloniami opierała się na wzajemnej polemice. W początkowych fazach sporu Amerykanie odwoływali się do ustawodawstwa Wielkiej Brytanii. Gdy jednak taktyka ta nie przynosiła rezultatów, koloniści zaczęli opierać swoje poglądy o bardziej uniwersalną doktrynę, jaką było prawo naturalne. Gdy spór polemiczny nie rozwiązał problemu, konflikt przybrał formę walki zbrojnej. Działania Brytyjczyków były przyjmowane przez kolonistów z niezadowoleniem. Ustawa skarbowa (Revenue Act) z 1764 roku, znana też szerzej jako „ustawa o cukrze” (Sugar Act), obniżała cła na melasę z 6 do 3 pensów za galon, a melasa była w Ameryce surowcem bardzo popularnym, ponieważ wytwarzano na jej bazie rum, a przydatna była również przy produkcji prochu. Sugar Act wprowadzał też dwa inne postanowienia. Po pierwsze, sankcjonował eksport z kolonii: odtąd niektóre ważne produkty, jak drewno, mogły być wysyłane tylko do Anglii. Ponadto cały ładunek statku miał być dokumentowany, co miało na celu wyeliminowanie korupcji i nadużyć. Nowa ustawa zmieniała także funkcjonowanie sądownictwa w koloniach, które od tej pory miały być podporządkowane królewskim sądom, a nie jak wcześniej lokalnej administracji. Ponadto oskarżony mieszkaniec kolonii musiał udowadniać przed sądem swoją niewinność, tym samym zasada domniemania niewinności przestała obowiązywać.

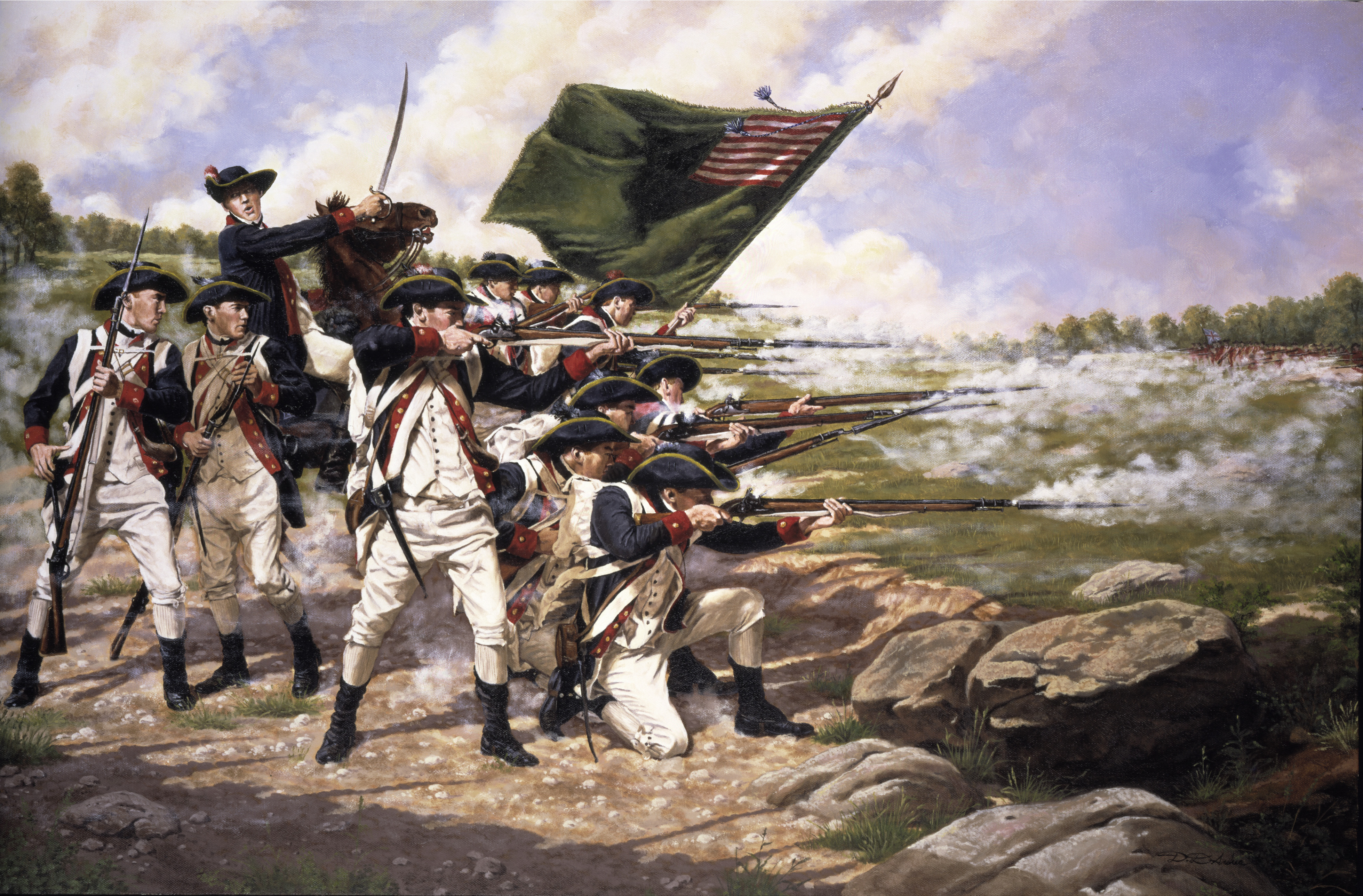
Bitwa z Czerwonymi Kurtkami na Long Island

Ustawa o cukrze zapowiadała kolejne kroki legislacyjne przeciwko koloniom. Niecały rok później, w marcu 1765, król Jerzy III podpisał ustawę stemplową (Stamp Act), która była nowością na gruncie amerykańskim. Wprowadzała ona podatek obciążający prasę, dokumenty urzędowe oraz wszelkie inne druki. Kolonie nie płaciły do tej pory podatków zewnętrznych, jednak ówczesny premier, Lord Grenville, uznał, że Amerykanie w zamian za bezpieczeństwo zobligowani są do spłaty długów zaciągniętych podczas konfliktu brytyjsko-francuskiego. Parlament brytyjski mógł od tej pory decydować o ich sprawach majątkowych, narzucając im odgórnie obowiązek uiszczania podatków, przez co zdaniem kolonistów naruszał ich konstytucyjne prawo własności. O ile pierwsza z ustaw godziła w dość wąską grupę społeczną, powodując co najwyżej bunty wśród kupców i destylatorów na północy, to ustawa stemplowa uderzała w prawie wszystkich kolonistów. Ludzie obciążeni dodatkowym opodatkowaniem okazali się być zdolni do walki o swoje interesy.
Już w tym czasie dochodziło do pewnych teoretycznych rozważań na temat przyszłości relacji kolonii amerykańskich z Anglią. Lord Kramden, deputowany do Parlamentu brytyjskiego, snuł profetyczne wizje rozpadu imperium. W licznych rozmowach z przebywającym wówczas w Londynie Beniaminem Franklinem przyznawał, że panująca już wtedy napięta sytuacja doprowadzi w końcu do eskalacji konfliktu. W roku 1761 popularny prawnik z Bostonu, James Otis, wygłosił mowę, w której zadeklarował, że „taxation without representation is tyranny” (opodatkowanie bez przedstawicielstwa to tyrania). John Adams, który był świadkiem tego wystąpienia, napisał do żony, że „Otis rozpalił ogień”. To zdanie – „nie damy się opodatkować, jeśli nie będziemy reprezentowani (w Parlamencie)” (no taxation without representation) – stało się naczelnym hasłem nadchodzącej rewolucji.
Pierwsi wystąpili Wirginijczycy, w których imieniu głos zabrał Patrick Henry. Wygłosił on historyczną mowę, w której potępił działania króla angielskiego i zażądał pełnej niezależności dla Wirginii. Przyszły autor Deklaracji Niepodległości Thomas Jefferson, na którym owa mowa zrobiła wielkie wrażenie, dodał, iż Henry przemawiał „tak jak Homer pisał”. Nastrój panujący na zgromadzeniu udzielił się reszcie przedstawicieli stanu, a owocem owego wystąpienia było zatwierdzenie szeregu ustaw sprzeciwiających się ustawom Parlamentu angielskiego.

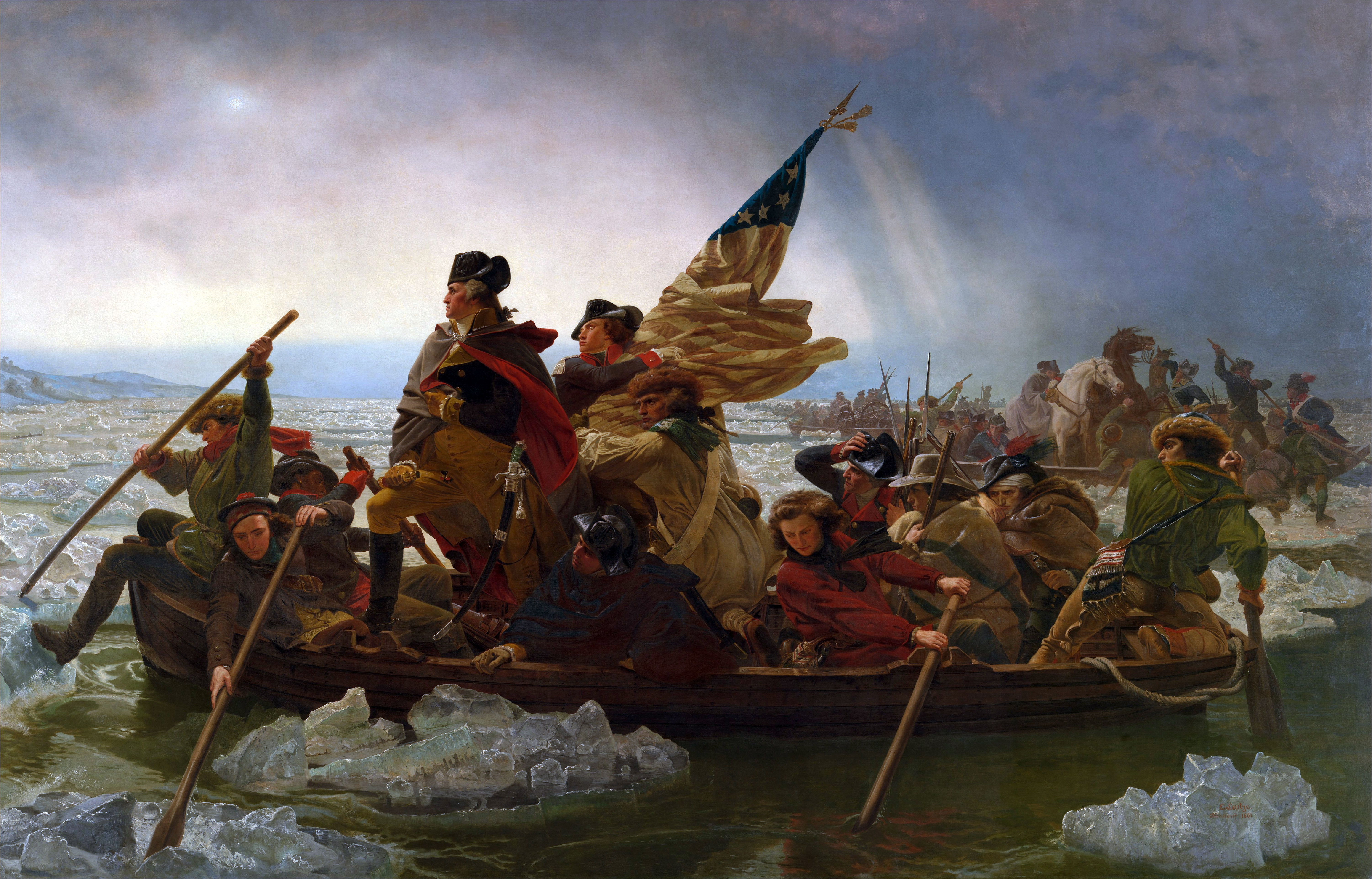
Washington forsuje rzekę Delaware

Wydarzenia, które miały miejsce w latach następnych, były już tylko konsekwencją wprowadzenia owych dwóch ustaw. Wspomniane zarządzenia Parlamentu wywoływały liczne protesty wśród mieszkańców kolonii, doprowadzając do bojkotu niektórych towarów handlowych z Korony. Reakcją Amerykanów na ustawę stemplową był także tzw. Kongres Stemplowy z roku 1765, który był zarazem pierwszym wspólnym wystąpieniem w imieniu interesów kolonii. Po raz pierwszy w historii na Kongres kolonialny przybyło aż tak wielu delegatów z różnych prowincji. Na nim została wypracowana petycja adresowana do króla brytyjskiego oraz do obydwu izb parlamentu. Dokument ten, przygotowany przez Johna Dickinsona, był końcową rezolucją Kongresu. W 13 punktach wyrażał sprzeciw wobec nakładania na kolonie nowych podatków bez zgody samych zainteresowanych, którzy nie mając swoich reprezentantów w Parlamencie angielskim, nie czuli się konstytucyjnie zobowiązani do płacenia nowych podatków. Dickinson, w imieniu zebranych na Kongresie prowincji, stwierdził także, iż brytyjski parlament ma prawo opodatkowywania ludności, ale mieszkającej w Anglii. Podkreślając pełną lojalność i nierozerwalność z macierzą, dokument wyrażał nieugięte stanowisko wobec praw, które panowały do tej pory, a poprzez kolejne ustawy Parlamentu brytyjskiego były nieprzestrzegane.
Mieszkańcy kolonii byli w większości Anglikami z pochodzenia, którzy w swojej mentalności mieli zakorzenione zasady ustrojowe oparte na takich dokumentach, jak: Wielka Karta Swobód (Magna Charta Libertatum) z roku 1215, Petycja o Prawo (Petition of Right) z 1628 czy Deklaracja praw (Bill of Rights) z 1689 roku. Stąd narzucanie przez obcy dla nich Parlament nowych podatków bez ich zgody uznali za proceder sprzeczny ze stanem prawnym i uznali, że mają prawo do obrony swoich przekonań.
Gorącym zwolennikiem zniesienia ustawy stemplowej był, przebywający w tym czasie w Londynie, Benjamin Franklin. Mając wpływ na członków Izby Gmin, poprzez wielokrotne sprawozdania charakteryzujące nastroje amerykańskie, walnie przyczynił się do zniesienia wprowadzonych wcześniej przez Parlament, budzących opór obciążeń podatkowych względem kolonii. W Londynie opinię Franklina uważano za wykładnię nastrojów dużej części Amerykanów, stąd jego zdanie było niezwykle cenione i liczono się z nim.
Gdy kupcy angielscy zaczęli odczuwać coraz dotkliwiej straty finansowe spowodowane działaniami kolonii, Parlament zdecydował się ugiąć przed polityką amerykańską i wycofał problematyczną ustawę stemplową. Dla kolonii decyzja macierzy oznaczała aprobatę dla swoich racji. Dawało to im także przekonanie, że w jedności tkwi siła oraz że działania zjednoczeniowe Kolonii dają rezultaty i trzeba je podtrzymać w imię wspólnych interesów. Mimo niewątpliwego sukcesu kolonistów, Anglia nie zamierzała wycofywać się ze swojej pierwotnej polityki, co sygnalizowała już ustawa deklaracyjna (Declaration Act), która weszła w życie wraz z wycofaniem Stamp Act w marcu 1766 roku. Nowa ustawa potwierdzała prawo Parlamentu brytyjskiego do ingerencji legislacyjnej względem Kolonii.
W czerwcu 1767 roku na kolonie spadły trzy nowe ustawy, zwane potocznie ustawami Townshenda (Townshend Acts), które wprowadzały cła od wielu towarów importowanych, a także centralizowały administrację w koloniach. Na ten kolejny desperacki krok Metropolii Amerykanie zareagowali w sposób stanowczy – zbojkotowaniem importu towarów z Anglii. Najbardziej burzliwie na ustawy Townshenda zareagowały miasta w kolonii Massachusetts, a w szczególności bostończycy, którzy swoimi manifestacjami dali impuls i przykład innym prowincjom amerykańskim. W miarę upływu czasu i braku perspektyw na uzyskanie kompromisu do protestu przyłączyły się także pozostałe dwa wielkie porty amerykańskie: Filadelfia i Nowy Jork. Oprócz nich bojkot zaczęły popierać także inne mniejsze handlowe ośrodki kolonii. Bunt przeciwko królowi i jego polityce rósł, a dzięki ożywionej korespondencji międzystanowej Amerykanie ponownie łączyli się w imię wspólnego interesu. Unifikacji dodatkowo sprzyjały wybitne postacie, które forsowały politykę niezależności, a do nich należeli m.in.: radykałowie wirginijscy, wspomniany już Patrick Henry oraz Thomas Jefferson. Na północy, w Bostonie, czynnie w walkę o obronę swoich praw włączyli się przede wszystkim: Samuel Adams i James Otis. To właśnie Adams na łamach Boston Gazette wzywał do zjednoczenia się kolonii w celu obalenia niekonstytucyjnych dla nich ustaw. Swoje wywody i poglądy opierał na naturalnych prawach człowieka, zwracał uwagę na przywileje zapisane w konstytucji oraz na warunki umowy wiążącej Koronę z ich koloniami w Ameryce. W 1773 roku, w polemice z gubernatorem Massachusetts Thomasem Hutchinsonem, Adams zręcznie zanegował wszelką władzę Parlamentu nad koloniami. Ziemie w Ameryce Północnej – rozumował Adams – nigdy nie były częścią Anglii; należały one jedynie do Korony Brytyjskiej. Teorię tę można uznać za koncepcję dominiów tworzących Wspólnotę Narodów.
Momentem przełomowym dla konfliktu z Brytyjczykami była tzw. masakra bostońska (Boston Massacre). Wojsko królewskie stacjonujące w Bostonie posiadało liczne przywileje, które drażniły miejscową ludność. Wynikające z tego konflikty doprowadzały do licznych prowokacji z obydwu stron. Apogeum wzajemnej niechęci miało miejsce w poniedziałek 5 marca 1770 i poprzedzone było licznymi incydentami. Owego feralnego dnia doszło do bójki pomiędzy jednym z cywili a żołnierzem brytyjskim, sierżantem Hugh White’em. Przybyły na miejsce oddział rojalistów, z dowódcą kapitanem Thomasem Prestonem na czele, otoczył tłum mieszkańców zebrany w centrum miasta. Napięta atmosfera panująca po obydwu stronach doprowadziła do użycia broni przez żołnierzy. Kule trafiły 11 ludzi, zabijając na miejscu 5 z nich, reszta tłumu rozbiegła się w panice. Niedługo po tym zdarzeniu w akcie rewanżu na ulice wyszło tysiące ludzi domagających się zemsty na kapitanie Prestonie. Zdesperowany lud został uspokojony przez gubernatora Massachusetts, Thomasa Hutchinsona, który rozkazał uwięzić sprawcę masakry i osądzić go.

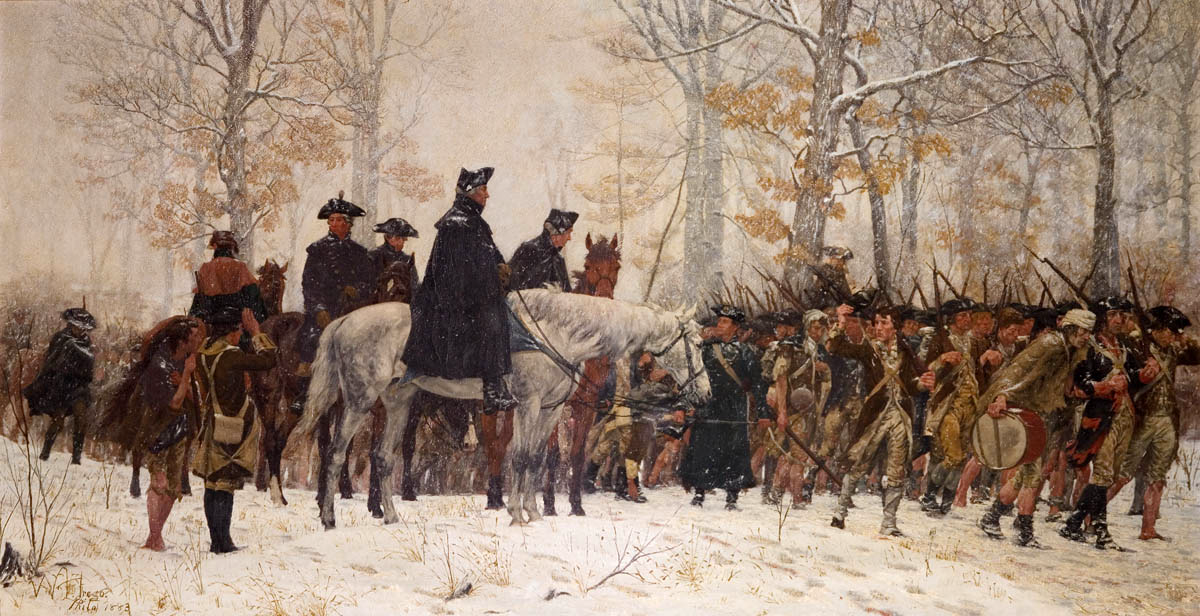
William B. T. Trego, Marsz do Valley Forge, 19 grudnia 1777

Dzień po masakrze bostońskiej w Izbie Lordów wystąpił premier, William Pitt, który przypomniał mieszkańcom kolonii amerykańskich, że należą do Imperium Brytyjskiego, oraz że Anglia jest ich Matką, której należy słuchać i wszelkie rozporządzenia Parlamentu winny być przez prowincje akceptowane.
Mimo ostrego tonu ze strony Pitta tragedia bostońska spowodowała wycofanie ustaw Townshenda. Korona zostawiła jednak cła na herbatę, w celu pokazania, że to ona nadal wyznacza koloniom podatki. Mimo usilnych prób Bostonu, Nowego Jorku i Filadelfii po tragedii bostońskiej nie udało się im na nowo zawiązać szerszej koalicji. Większość wcześniej buntujących się portów zaakceptowała działania Parlamentu brytyjskiego, grzebiąc tym samym cały dorobek unifikacyjny, który udało się do tej pory wypracować. Poza tym kolonie były bardziej zainteresowane lokalnymi sporami, takimi jak spory graniczne, aniżeli globalną polityką.
Masakra w Bostonie odbiła się echem na całym kontynencie amerykańskim. Odtąd każde najmniejsze spięcie mieszkańców kolonii z lojalistami brytyjskimi powodowało coraz większe pogłębianie się i tak już napiętej atmosfery. Mimo wielu mniejszych spięć, względny spokój panował do 1773 roku. Kolejnym powodem sporów było wydanie w roku 1773 przez Parlament brytyjski tzw. Ustawy o herbacie (the Tea Act), ustanawiającej rynek amerykański miejscem zbytu dużej ilości indyjskiej herbaty po zaniżonej cenie. Na taki stan rzeczy jako pierwsi, w grupie około 100 osób, zareagowali kupcy bostońscy. Przebrani za Indian dokonali śmiałego aktu niesubordynacji, wyrzucając 345 skrzyń przybyłej z Indii herbaty do morza. Radykałowie poparli ten akt, jako wyraz frustracji przeciwko bezprawnym działaniom brytyjskim. Lojaliści królewscy nazwali ów czyn diabolicznym i nieprzybliżającym kolonii do pokojowego rozstrzygnięcia konfliktu z macierzą. Nawet tak zasłużeni amerykańscy działacze, jak Benjamin Franklin czy John Dickinson potępili działania bostończyków. W historii wydarzenie to zostało określone jako „herbatka bostońska” (Boston Tea Party), a zarazem jako bezpośrednie preludium do wojny wewnątrz imperium. Parlament brytyjski na zaistniałą w Bostonie sytuację zareagował bardzo szybko i stanowczo, poprzez wydanie pięciu tzw. ustaw uciążliwych (Intolerable Acts), mających na celu ukarać Massachusetts za niesubordynację. Jeden z największych portów na kontynencie amerykańskim został mocą ustawy zamknięty i poddany okupacji wojskowej.
Ustawy Parlamentu brytyjskiego miały na celu ukaranie miasta za czyny, których dopuścili się jego mieszkańcy. Pomysłodawca tych represji, Lord North, liczył na to, że pozostałe kolonie, widząc sankcje, jakie spadły na Boston, przestraszą się i nabiorą ogłady. Paradoksalnie jednak działania Northa zapoczątkowały gesty solidarności względem Bostonu i zarazem całej kolonii Massachusetts. Duży wpływ na upowszechnienie wiadomości o wydarzeniach bostońskich miały „Komitety Korespondencyjne”. Pierwszy powołany został na początku listopada 1772 roku w Bostonie z inicjatywy Samuela Adamsa. Idea Komitetów zakładała powstanie tożsamych instytucji w innych miastach w kolonii Massachusetts. W przyszłości fala komitetów miała zalać całą Amerykę, a przydatność takich ciał miała być niebotyczna. Adams zakładał, że będą one prowadziły między sobą korespondencję i zacieśniały wspólne więzy. Komitety miały też śledzić wszystkie akty i rezolucje Parlamentu brytyjskiego dotyczące Amerykanów oraz informować ludność danych prowincji o ewentualnym łamaniu ich praw przez Koronę. Bardzo szybko nowe instytucje rozszerzały się na cały kontynent, tak że na początku 1774 roku były obecne w każdej kolonii.
Solidarnością z bostończykami jako pierwsi wykazali się reprezentanci Wirginii. Na zgromadzeniu prowincjonalnym uchwalili oni rezolucję, ogłaszającą dzień 1 czerwca 1774 dniem postu i modlitwy za ofiary tragedii w Massachusetts. Od tego momentu prowincje występowały już w celu obrony coraz bardziej widocznych wspólnych interesów i wolności. Deklaracje wspólnego oporu wobec działań wymierzonych w którąkolwiek z kolonii to tylko jeden z przykładów prężnej ewolucji w kierunku zjednoczenia. Wobec chęci ustalenia szczegółów dalszej współpracy i omówienia bieżącej sytuacji na kontynencie z inicjatywy Wirginii zapowiedziano zwołanie ogólnokolonialnego zjazdu do Filadelfii na wrzesień 1774.

## Przebieg działań

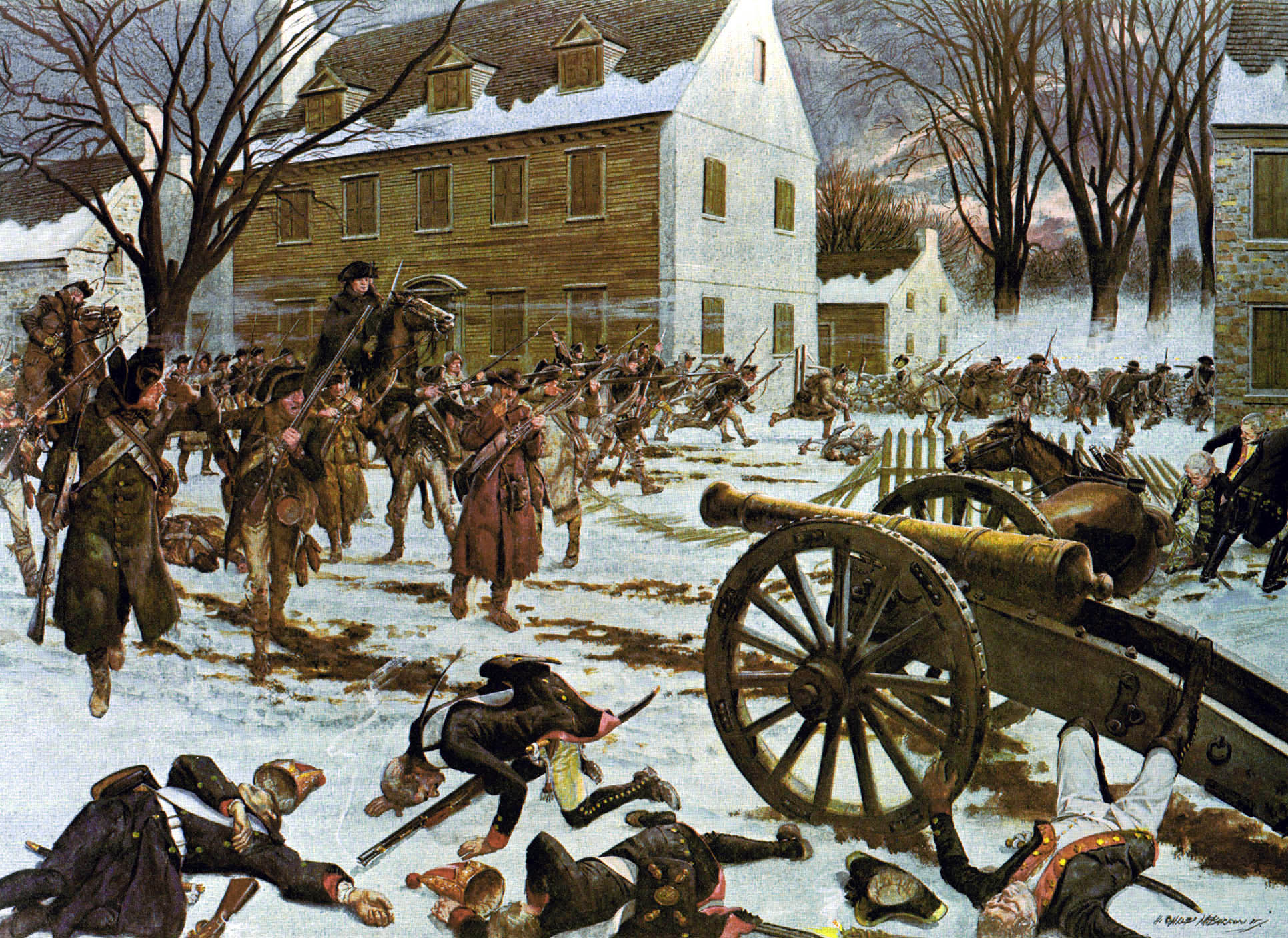
Trenton: pierwsze zwycięstwo Armii Kontynentalnej

### 1775
Zwołany 5 września 1774 roku w Filadelfii Kongres Kontynentalny podjął decyzję o stworzeniu unii w celu wzmocnienia oporu kolonii wobec Wielkiej Brytanii oraz przygotowania do ewentualnej walki zbrojnej z metropolią; jednocześnie podejmowano próby szukania kompromisu, ale starcia, do jakich doszło 19 kwietnia 1775 roku pod Lexington i Concord, dały początek wojnie: mało znaczące początkowo starcie spowodowało wycofywanie się Brytyjczyków do Bostonu, czemu towarzyszył pościg prowadzony przez niewyszkolonych wojskowo, ale znacznie lepszych strzelecko Amerykanów. W rezultacie Brytyjczycy stracili 73 zabitych, 174 rannych i 26 zaginionych. Straty amerykańskie w tym pierwszym starciu wyniosły 49 zabitych, 41 rannych i 5 zaginionych.
2 maja kapitan Benedict Arnold stanął przed Kongresem i zaproponował – w zamian za patent pułkownika – wzięcie Fortu Ticonderoga. Kongres wyraził zgodę i 10 maja śpiący brytyjski garnizon, składający się z 22 żołnierzy, został zaskoczony przez niewielką grupę milicji z Vermont, na czele których stali Ethan Allen i Benedict Arnold. Wzięto działa i spore zapasy prochu. Od tej chwili Amerykanie kontrolowali północne obszary kolonii Nowy Jork.
16 czerwca 1775 roku miało miejsce pierwsze duże starcie – bitwa o Bunker Hill. Bitwa ta, choć wygrana, była dla Brytyjczyków pyrrusowym zwycięstwem. Ich straty wyniosły 226 zabitych i 828 rannych (razem 1054 ludzi), podczas gdy straty amerykańskie wyniosły 140 zabitych, 270 rannych i 30 wziętych do niewoli (razem 450 ludzi); Joseph Warren, który poległ w ostatniej fazie bitwy, był pierwszym generałem amerykańskim, jaki padł na polu bitwy.
20 czerwca pułkownik milicji ochotniczej George Washington otrzymał od Kongresu rozkaz „objęcia dowództwa nad armią zjednoczonych kolonii”. Kongres wyraził zgodę na nominowanie czterech generałów-majorów i ośmiu generałów-brygady (brygadierów), z tym, że zarezerwował sobie prawo do wyboru kandydatów. Pierwszymi generałami-majorami zostali Artemas Ward, Charles Lee, Israel Putnam i Philip Schuyler, przy czym Ward został zastępcą Washingtona. Brygadierów wybrano 22 czerwca, Horatio Gates został generałem-adiutantem Washingtona. 12 dni później Washington przybył do Cambridge, gdzie formalnie objął dowodzenie i dokonał przeglądu trzech pierwszych regimentów. 4 lipca wydany został Rozkaz Generalny Nr 1, na mocy którego oddziały milicji stanowych przekształcały się w Armię Kontynentalną.
W okresie od września do grudnia trwały walki w Kanadzie. Ekspedycja, którą dowodzili Arnold i Schuyler, przekonani, że będą w stanie przyłączyć do kolonii miasta nad Rzeką Świętego Wawrzyńca, zakończyła się niepowodzeniem. 4 października w Cambridge stanął przed sądem polowym pierwszy amerykański zdrajca, Lekarz Generalny Armii Kontynentalnej dr Benjamin Church, oskarżony o „przestępczą korespondencję z nieprzyjacielem”. Został uznany winnym i uwięziony bezterminowo, ale w roku 1777 zwolniony i wydalony z kraju.

### 1776

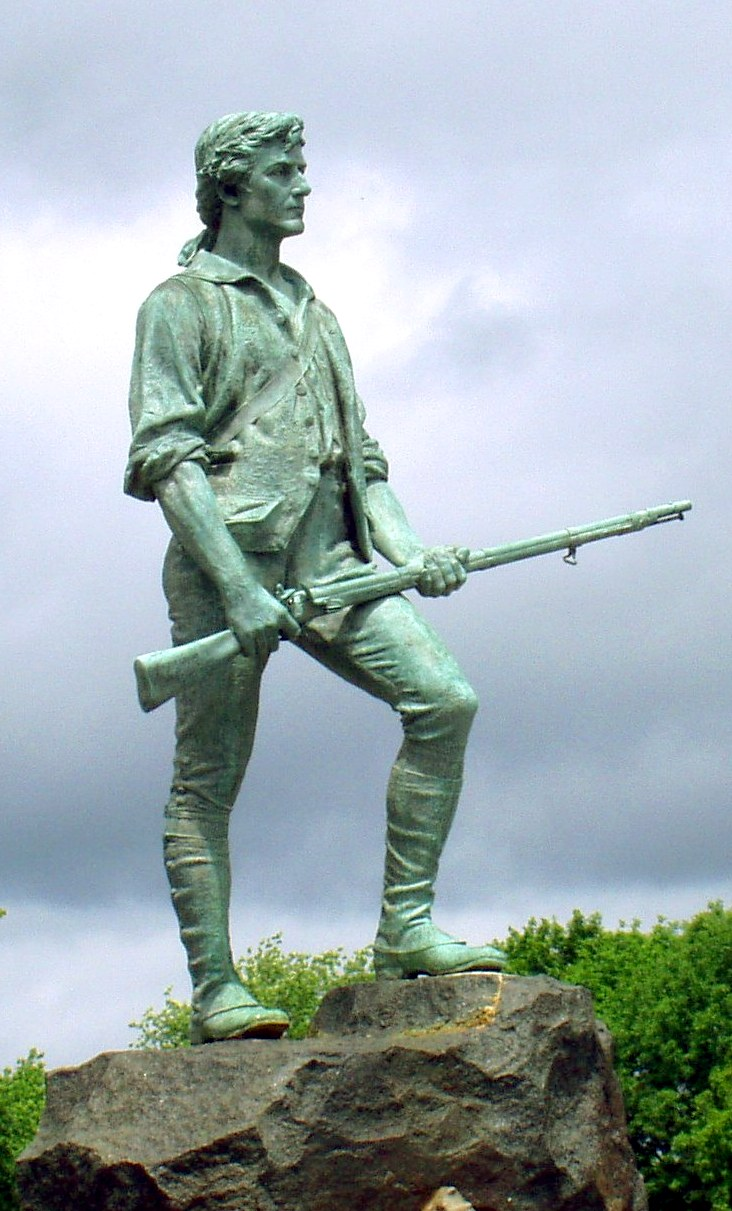
Amerykański milicjant – „minuteman”

W styczniu Washington dokonał reorganizacji armii, którą podzielił na trzy dywizje i sześć brygad. Rekruci do pierwszych dwudziestu siedmiu regimentów napływali wolno, z czego wynikało, że nie można jeszcze rezygnować z zaciąganych na krótkie okresy minutemanów. Po raz pierwszy została wciągnięta na maszt nowa „flaga Wielkiej Unii”: 13 naprzemiennie czerwonych i białych pasów z brytyjską „union jack” w lewym górnym rogu.
Od początku wojny trwało oblężenie Bostonu. Washington chciał wyprzeć Brytyjczyków z miasta, w którym to celu ufortyfikował w pierwszych dniach marca Wzgórza Dorchester. Amerykańskie działa przez trzy noce ostrzeliwały miasto i flotę przeciwnika. Ostatecznie lord Howe ewakuował swe siły (a wraz z nimi około 1000 lojalistów) na Nową Fundlandię. Wycofanie się Brytyjczyków z Bostonu zostało w Ameryce uznane za wielkie zwycięstwo, a Washington został uhonorowany przez Kongres specjalnym medalem.
4 lipca Kongres uchwalił napisaną przez Thomasa Jeffersona Deklarację niepodległości, ale sytuacja militarna była rozpaczliwa. W sierpniu Brytyjczycy wylądowali niespodziewanie na Long Island, a 15 września sforsowali East River i pokonali słabe siły amerykańskie nad Kip’s Bay. Washington wycofał się na północno-zachodni Manhattan. Dywizja brytyjsko-heska szturmowała bez powodzenia wzgórza Harlemu.
18 października Kongres przyznał byłemu oficerowi armii I Rzeczypospolitej Tadeuszowi Kościuszce stopień pułkownika wojsk inżynieryjnych i wysłał go na północ do pomocy w obronie Fortu Ticonderoga. Tego samego dnia (bitwa pod Pell’s Point) Howe próbował zaatakować pod Pelham (Nowy Jork). Amerykanie opóźniali jego marsz, wycofując się w stronę White Plains. 27 października Brytyjczycy zaatakowali Fort Washington i doznali (zwłaszcza oddziały heskie) ciężkich strat.
Bitwa pod White Plains 28 października (dziś hrabstwo Westchester) przyniosła zwycięstwo armii brytyjsko-heskiej. Szczególnie dobrze spisali się grenadierzy hescy na prawym skrzydle. Około godziny 18 armia Washingtona wpadła w panikę i zaczęła uciekać, trudny teren uniemożliwił zwycięzcom pogoń. Washington zbudował więc nowe umocnienia. Heski kapitan Ewald z kompanii jegrów oceniał straty na 250 żołnierzy. Amerykanie mieli podobne.
Armia brytyjsko-heska 16 listopada podeszła pod Fort Washington. Po stracie około 450 ludzi Amerykanie w liczbie 2800 ludzi poddali fort. W bitwie wyróżnił się heski dowódca Wilhelm von Knyphausen. 20 listopada część armii brytyjskiej pod lordem Cornwallisem przekroczyła Hudson, aby zaatakować Fort Lee, który został porzucony przez przestraszonych obrońców.
29 listopada korpus płk. Donopa (grenadierzy hescy) zajął Rahway, a 8 grudnia armia powędrowała do Trenton, pułkownik Donop znalazł się na prawo od miasta. Tam też 25 grudnia, w bitwie pod Trenton, Armia Kontynentalna odniosła swe pierwsze zwycięstwo. Washington i jego żołnierze przekroczyli Delaware zaskakując trzy regimenty heskie. Płk Rall zginął, a Amerykanie wzięli około 900 jeńców.

### 1777

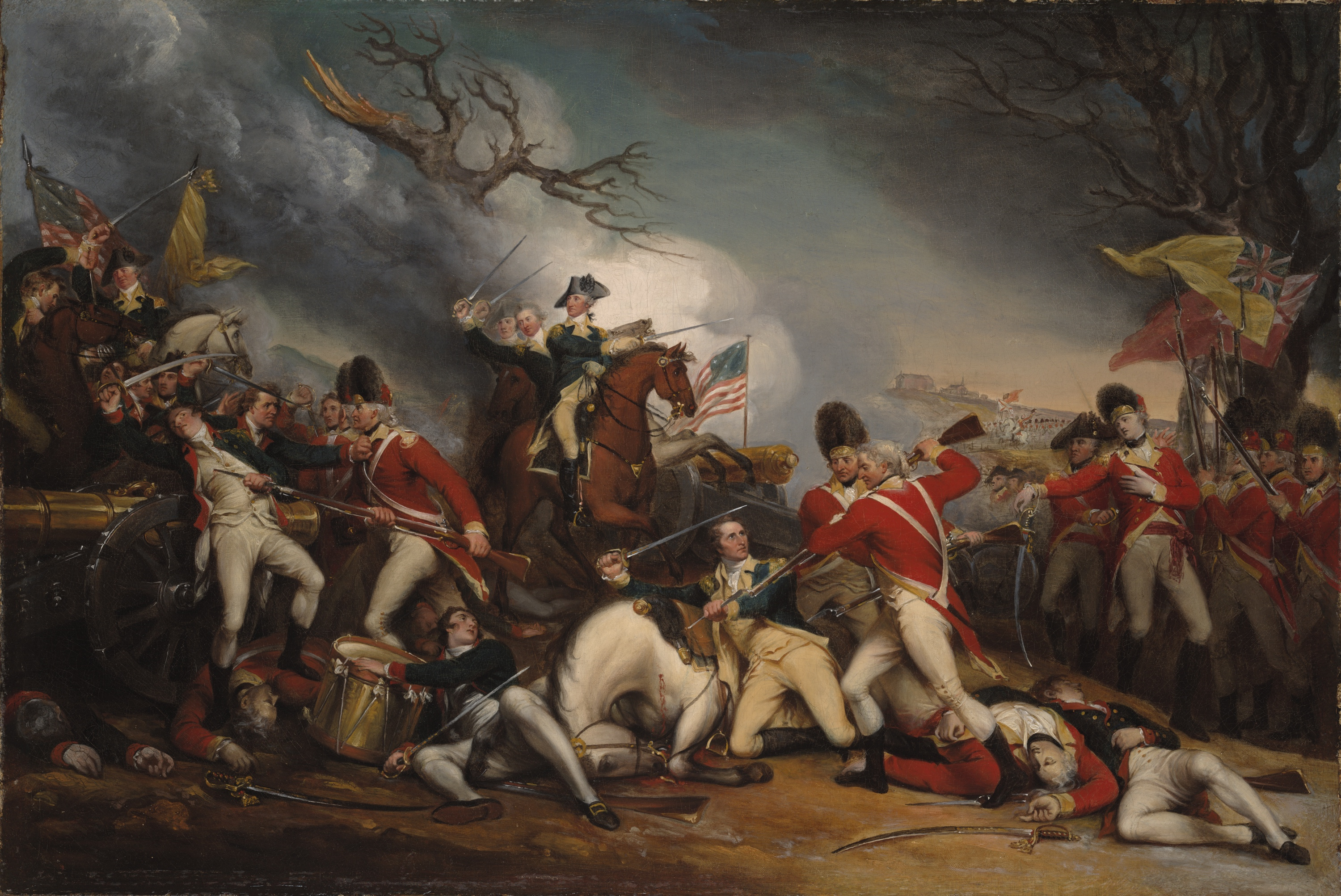
Bitwa pod Princeton

Na początku 1777 roku Washington uderzył ponownie. 2-dniowe starcie, znane jako bitwa pod Princeton, zakończyło się zwycięstwem Washingtona. Od 1 do 14 lutego armia Washingtona kwaterowała w Morristown (New Jersey).
Okres od 15 lutego do 13 czerwca to potyczki wokół Bound Brook oraz w: Princeton, Rahway, Westfield, Quibbletown i Amboy. 13 kwietnia rozegrała się Bitwa pod Bound Brook, zakończona zwycięstwem Brytyjczyków.
Król Francji Ludwik XVI uznał bunt kolonii amerykańskich za okazję do rewanżu na Anglikach za klęskę w wojnie siedmioletniej i ponownego rzucenia wyzwania brytyjskiej hegemonii. Za jego akceptacją na początku maja przybył z Francji oczekiwany transport broni, amunicji i mundurów, co pozwoliło Washingtonowi wyposażyć swą 9-tysięczną armię, którą przeformował na pięć dywizji pod rozkazami generałów-majorów Greene’a, Sullivana, Alexandra, Stephena i Lincolna (trzej ostatni awansowani w lutym w Baltimore).
17 maja Brytyjczycy, lojaliści i sprzymierzeńcy indiańscy zaatakowali niewielki oddział milicji na bagnach północnej Florydy. Indianie dokonali masakry jeńców. 22 czerwca Washington zajął Quibbletown i Samptown. 25 czerwca hescy grenadierzy zaatakowali Amerykanów atakiem na bagnety i zadali im znaczne straty, odzyskując trzy działa uprzednio stracone pod Trenton w grudniu poprzedniego roku.
26 czerwca niewielkie siły Alexandra toczyły opóźniające boje pod Woodbridge. Następnego dnia zniechęceni Brytyjczycy zaczęli wycofywać się w dwóch kolumnach do Rahway, chronionego przez rzekę Rahway. 28 czerwca powrócili do Amboy. W nocy z 28 na 29 czerwca większość armii przekroczyła Prince’s Bay podążając ku Staten Island.
2 lipca załadowana na barki brytyjska armia gen. Burgoyne popłynęła w dół Jeziora Champlain i 5 lipca rozpoczął się ostrzał Fortu Ticonderoga. Dowódca obrony zdecydował się – wobec przewagi przeciwnika – opuścić tę pozycję. Chorzy i ranni zostali załadowani na łodzie i odesłani do Fort Anne, a reszta Amerykanów wymknęła się pod osłoną nocy.
20 lipca 260 statków z 15-tysięcznym korpusem wojsk brytyjsko-heskich pod dowództwem gen. Williama Howe wyruszyło ze Staten Island w Nowym Jorku i wylądowało w Turkey Point u ujścia rzeki Elk na północnym krańcu Zatoki Chesapeake. W międzyczasie korpus gen. Johna Burgoyne pomaszerował z terytorium Quebecu w kierunku Saratogi i obległ (2–19 sierpnia) słabo broniony Fort Stanwix. Dowódca idącego z Kanady kontyngentu brytyjskiego, Barry St. Leger, pobił w bitwie pod Oriskany idący na pomoc oblężonym oddział milicjantów z hrabstwa Tryon. W starciu śmiertelnie ranny został amerykański generał Nicholas Herkimer. Gdy zwiadowcy donieśli St. Lagerowi o zbliżaniu się odsieczy pod dowództwem Benedicta Arnolda, wycofał swe siły do Kanady.
31 lipca patent generała-majora (chociaż bez konkretnego przydziału) otrzymał markiz de La Fayette, zapoczątkowując napływ ochotników francuskich, a następnie przyczyniając się do pomocy wojskowej Francji.

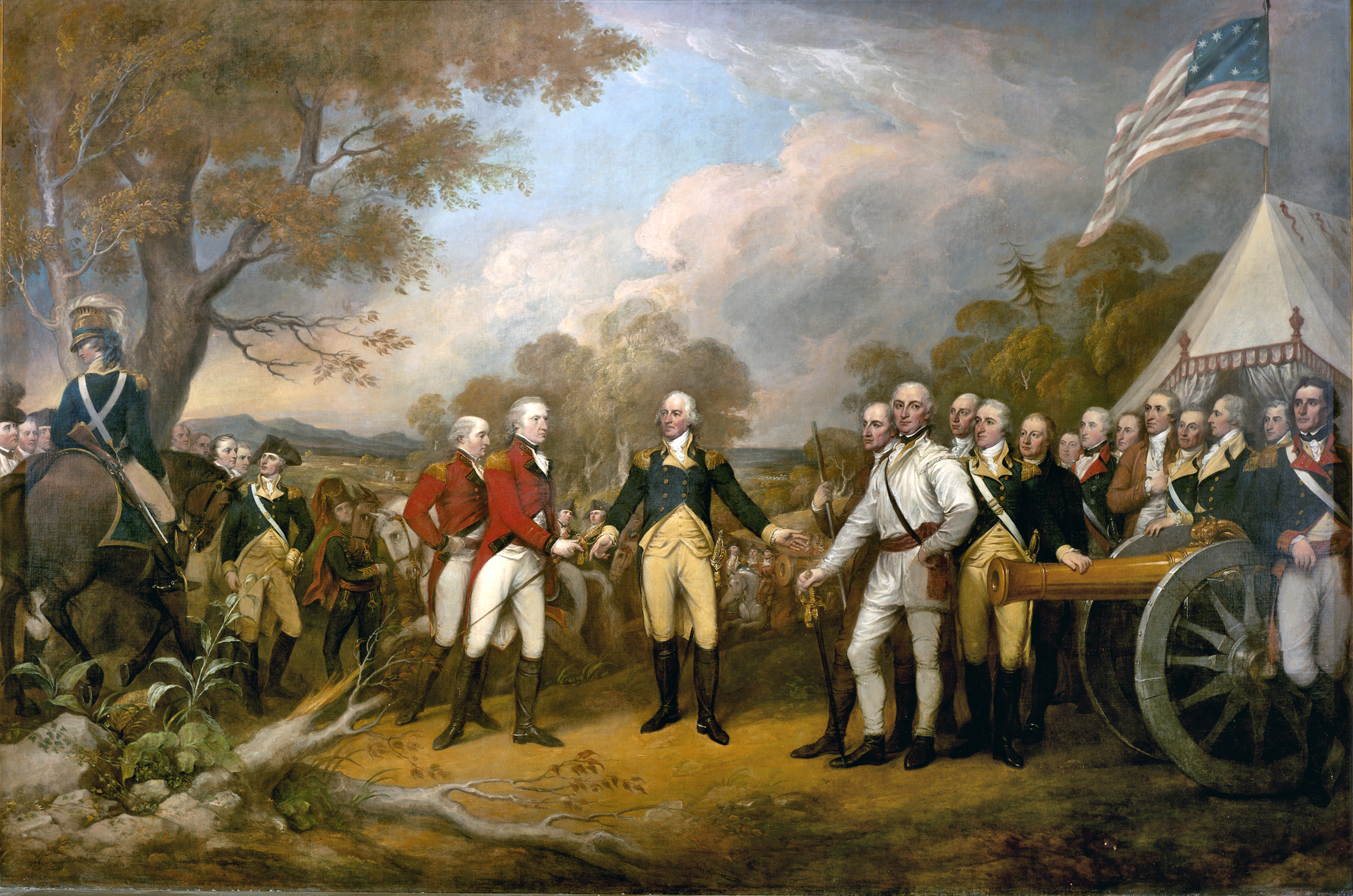
Gen. John Burgoyne poddaje się gen. Horatio Gatesowi pod Saratogą

Pomiędzy 17 września i 8 października Brytyjczycy przegrali serię starć znanych jako Bitwa pod Saratogą. John Burgoyne musiał kapitulować. Około 2000 Brytyjczyków i 1900 Niemców dostało się do niewoli; osadzono ich w obozie jenieckim w Charlottesville (stan Wirginia), gdzie przebywali do 1781.

### 1778–1779
25 stycznia 1778 roku Washington polecił Kościuszce ufortyfikować West Point nad rzeką Hudson. Zbudowane wówczas umocnienia okazały się najstarszą ufortyfikowaną pozycją sił zbrojnych Stanów Zjednoczonych, jaka nigdy nie wpadła w ręce nieprzyjaciół, i do dziś jest siedzibą Amerykańskiej Akademii Wojskowej.
Zwycięska dla kolonistów bitwa pod Saratogą spowodowała, że Francja zdecydowała się im pomóc, dotychczas bowiem w Europie uważano, że doborowa armia brytyjska szybko zmiażdży żołnierzy-farmerów. W lutym podpisane zostały: francusko-amerykański traktat sojuszniczy i francusko-amerykański traktat o przyjaźni. Ze strony amerykańskiej podpisał je w Paryżu Benjamin Franklin, a z francuskiej Conrad-Alexandre Gérard desygnowany też na pierwszego ambasadora Francji w USA (jeszcze w 1778 roku zastąpił go Anne-César de La Luzerne).
Tymczasem sytuacja znów uległa pogorszeniu: klęski armii kontynentalnej pod Brandywine (gdzie Kazimierz Pułaski uratował życie Waszyngtonowi), Germantown i Paoli zmusiły Waszyngtona do opuszczenia Filadelfii i udania się do odległej doliny Valley Forge, gdzie źle przygotowane, niedożywione i pozbawione ciepłej odzieży wojsko zastała ciężka zima przełomu lat 1777–1778. Zapanował głód, a w niekarnych szeregach zaczęły szerzyć się dezercje. W tej sytuacji przybycie pruskiego oficera Friedricha Steubena okazało się wybawieniem. Baron von Steuben, mianowany generałem (a wkrótce potem Generalnym Inspektorem Armii), potrafił w krótkim czasie przeszkolić i zreorganizować wojsko, które już na wiosnę, dzięki dozbrojeniu przez Francję, zaczęło wygrywać (bitwa o Monmouth 28 czerwca).

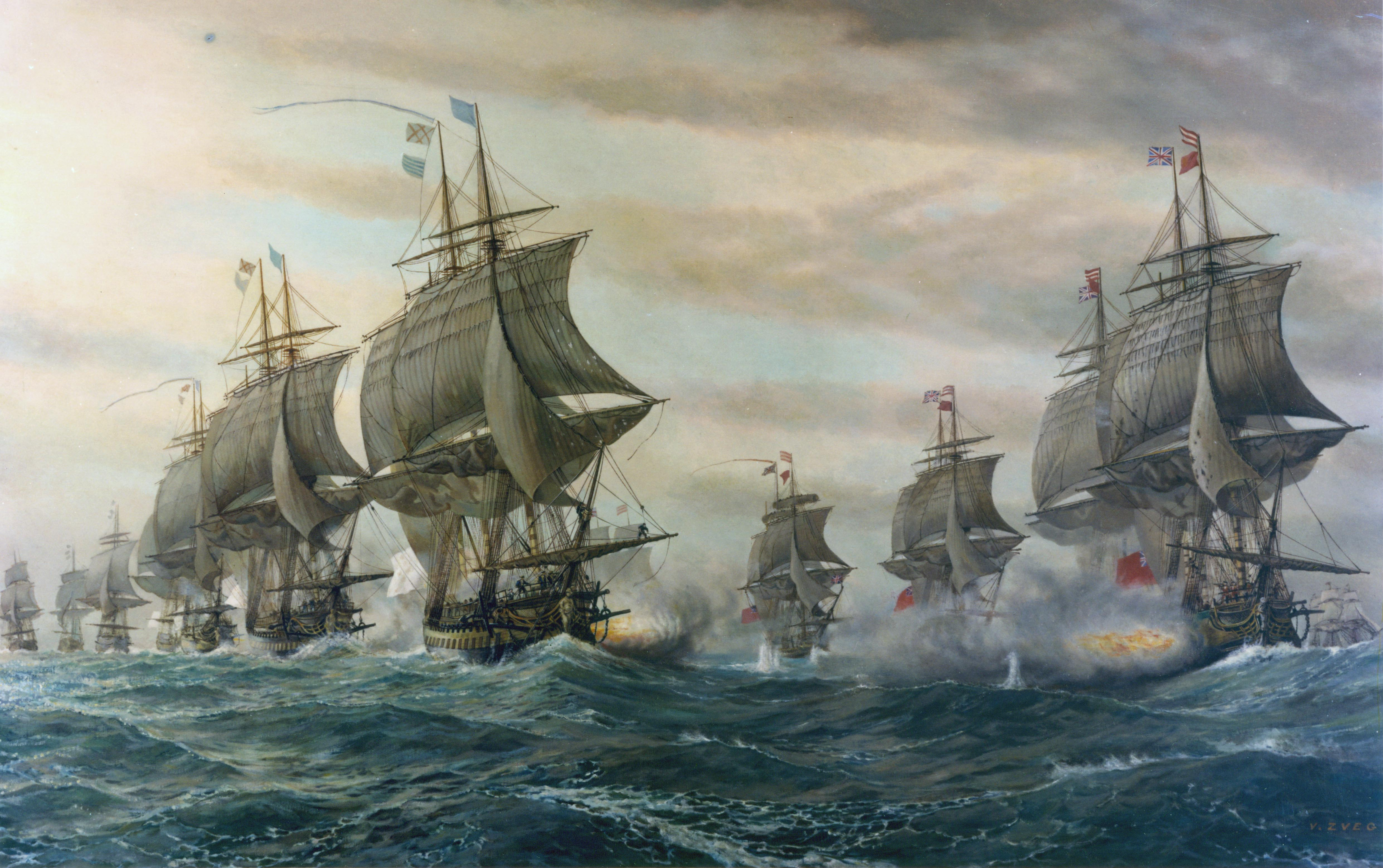
Bitwa w Zatoce Chesapeake

Stoczona 28 czerwca bitwa pod Monmouth była dużym sprawdzianem dla Amerykanów, pokazali, że szkolenie von Steubena i dozbrojenie przez Francję nie poszło na marne. Podczas bitwy pod Monmouth po raz pierwszy Amerykanie zmusili Brytyjczyków do odwrotu w walce na bagnety.
1 sierpnia dotarła do Rhode Island flota francuska admirała Charlesa d’Estainga. Pierwsze pułki piechoty i kawalerii francuskiej znalazły się na lądzie, ale współpraca się nie układała. Dowódcy nie ufali sobie, wzajemnie zarzucali nielojalność. W tej sytuacji współpraca nie mogła przynieść sukcesów. Po nierozstrzygniętej z powodu sztormu bitwie morskiej pod Newport d’Estaing zabrał swe okręty i wojsko, po czym odpłynął do Indii Zachodnich. Sullivan, który liczył na francuską pomoc, musiał odstąpić spod Newport ścigany przez siły brytyjsko-heskie. Dopiero odsiecz Greene’a pozwoliła zaprowadzić porządek i odepchnąć nieprzyjaciół w obręb ich obwałowań. 31 grudnia tego roku Armia Kontynentalna liczyła już 32 900 ludzi.
W lutym do wojny po stronie Trzynastu Kolonii włączyło się kolejne wielkie mocarstwo europejskie – Hiszpania, będąca sojusznikiem Francji. Król hiszpański Karol III dążył do rewanżu na Brytyjczykach za klęskę w wojnie siedmioletniej i odzyskania straconych posiadłości. W czerwcu 1779 rozpoczęło się Wielkie oblężenie Gibraltaru trwające do 1783 roku i zakończone hiszpańskim niepowodzeniem. Powiodła się za to akcja odzyskania Minorki z rąk Anglików.
W 1781 Wielka Brytania wypowiedziała wojnę Zjednoczonym Prowincjom Niderlandów, w związku z czym dołączyły one do grona sojuszników Stanów Zjednoczonych. Wojna ta zakończyła się w 1783 przegraną Holendrów.
W maju 1779 roku na wybrzeżach Karoliny Północnej Amerykanie przeprowadzili natarcie na port w Charleston, a kawalerią amerykańską dowodził Kazimierz Pułaski. W tym zwycięskim dla Amerykanów starciu Brytyjczycy poddali się, ale przejęli port ponownie w maju 1780 roku. Port został oddany w ręce Amerykanów dopiero po wojnie.
Brytyjczycy utrzymywali przyczółki wśród wzgórz Hudson Highlands, gdzie 16 lipca doszło do bitwy o Stony Point. Gdyby nie szkolenie pruskiego barona von Steubena w walce na bagnety, amerykańskie straty w tym zwycięskim dla nich starciu byłyby bardzo wysokie. Bitwa pod Stony Point była ważnym zwycięstwem, które przybliżyło ostateczny sukces Amerykanów i bardzo podniosło morale amerykańskich żołnierzy. Innym krótkotrwałym zwycięstwem Amerykanów tego lata była stoczona o świcie 19 sierpnia bitwa o Paulus Hook w New Jersey.
W połowie sierpnia amerykańskie okręty wojenne poniosły znaczącą (największą do czasu ataku na Pearl Harbor) klęskę w bitwie u ujścia rzeki Penobscot w kolonii Maine. 29 sierpnia ekspedycja karna gen. Johna Sullivana na tereny pod kontrolą sprzyjających Brytyjczykom plemion Irokezów pokonała w jedynym stoczonym przez nią większym starciu połączone siły brytyjsko-irokeskie w bitwie pod Newtown w pobliżu dzisiejszego miasta Elmira w stanie Nowy Jork.
Między 16 września a 18 października na wybrzeżu Georgii miało miejsce oblężenie Savannah, zajętego rok wcześniej przez wojska brytyjskie, przez wspólne siły amerykańsko-francuskie. Zakończyło się ono zdecydowanym zwycięstwem Brytyjczyków, którzy utrzymywali port do lipca 1782 r. Podczas głównego ataku na Savannah 9 października śmiertelnie ranny został Kazimierz Pułaski. Zgodnie z relacjami świadków ostatnie chwile życia spędził pod opieką „krewnego i spadkobiercy”, Maurycego Beniowskiego, który bezskutecznie zabiegał o utworzenie legionu zagranicznego w Armii Kontynentalnej.

### 1780–1783

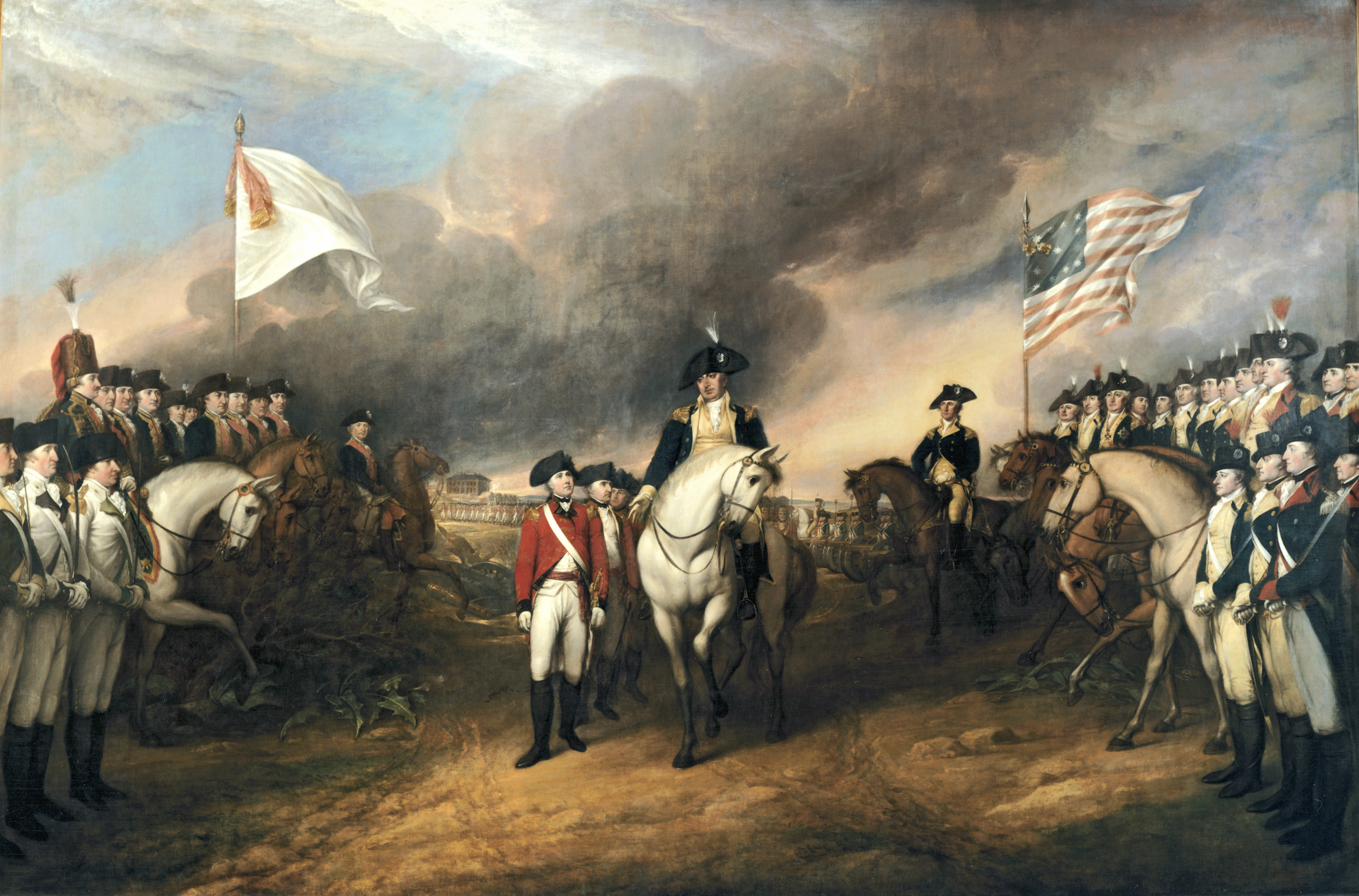
Kapitulacja Lorda Cornwallisa pod Yorktown

W końcowym okresie wojny Brytyjczycy walczyli jeszcze o utrzymanie kolonii na południu kontynentu. Początkowo odnieśli tam kilka sukcesów, wygrywając m.in. bitwę pod Camden.
Do rozstrzygającej bitwy morskiej, która miała miejsce u Virginia Capes, doszło 5 września 1781 roku. Stronami konfliktu były brytyjska flota pod dowództwem kontradmirała Thomasa Gravesa oraz francuska, dowodzona przez kontradmirała François Josepha Paula, markiza de Grasse Tilly. Bitwa z taktycznego punktu widzenia nie była rozstrzygnięta, lecz była to poważna strategiczna porażka Brytyjczyków. Zwycięstwo floty francuskiej uniemożliwiło dostarczenie siłom generała Charlesa Cornwallisa w Yorktown posiłków i zaopatrzenia.
Klęski wojsk brytyjskich pod Cowpens i beznadziejna sytuacja oblężonej w Yorktown w 1781 roku armii Cornwallisa, która ostatecznie skapitulowała wobec połączonych sił amerykańsko-francuskich, a także decydujące zwycięstwo Hiszpanów nad Anglikami w bitwie pod Pensacolą (III-V 1781) odwróciły losy wojny w koloniach południowych.
W 1783 roku został podpisany traktat paryski, w którym Wielka Brytania uznała niepodległość Stanów Zjednoczonych. Powstało państwo sięgające od Atlantyku po Missisipi, co – wobec wcześniejszych ustaleń brytyjskich z czasów kolonialnych, które nie pozwalały Amerykanom na ekspansję w kierunku zachodnim poza Appalachy – stanowiło sukces nowego kraju.

## Oceny
Brytyjski historyk George Macaulay Trevelyan ubolewając, że do zerwania między Anglosasami doszło w drodze zbrojnej, dostrzegał korzyści w postaci ugruntowania parlamentaryzmu i przyspieszenia likwidacji niewolnictwa.
„Ale nic nie ugięłoby woli królewskiej, gdyby nie zdecydowana odmowa jego ministrów nie chcących dłużej porać się z zadaniem, do którego od dawna stracili serce i w które przestali wierzyć. Utracili oni również niewątpliwie panowanie nad większością w Izbie Gmin, opłacanej po to, żeby głosowała za nimi. Już w kwietniu 1780 r. Izba głosowała 233 głosami przeciwko 215 za rezolucją Dunninga, »że wpływ Korony wzrósł, wzrasta i powinien być uszczuplony«. Znamienne było to, że posłowie hrabstw, którzy najbardziej reprezentowali jakieś autentyczne ciało wyborców, głosowali w liczbie 60 za rezolucją, a tylko 8 przeciw niej. Po poddaniu się Cornwallisa Waszyngtonowi w Yorktown, wojna w Ameryce właściwie się skończyła (październik 1781), a wiadomość o tym zakończyła również osobiste rządy króla w Anglii. Izba Gmin przyjęła bez głosowania ostro zredagowany wniosek przeciwko kontynuowaniu wojny w Ameryce. Od marca 1782 roku, kiedy to lord North złożył swą rezygnację, Brytanią nie rządził nigdy nikt inny poza premierem i gabinetem ministrów odpowiedzialnym nie przed samym tylko królem, ale najprzód i nade wszystko przed niezależną opieką Izby Gmin. Było sprawą wielkiej doniosłości, że właśnie dzięki katastrofie amerykańskiej próba odzyskania przez Koronę władzy politycznej skończyła się. Efektem wojny było niezależnie od utraty Ameryki, powstanie nowej partii wigów i nowej partii torysów oraz obudzenie wśród żywiołów demokratycznych zainteresowania polityką; i chociaż nie zdołały one przez pięćdziesiąt lat przeprowadzić reformy parlamentarnej, posłużyły do wprowadzenia żywej opinii publicznej w szeregi partii wigowskiej pod kierownictwem lorda Rockinghama, Burke’a i Foxa i partii torysowskiej utworzonej przez młodszego Pitta, oraz do ożywienia krucjaty przeciw handlowi niewolnikami, prowadzonej przez Wilberforce’a. Niezwłocznie po upadku Northa (1782) na kilka miesięcy objął władzę rząd wigowski Rockinghama, otwartego nieprzyjaciela króla. Nie była to już dawna wigowska oligarchia Newcastle’a, ponieważ – choć pozostawała ciągle pod przywództwem arystokratów – odwoływała się przede wszystkim do opinii publicznej i zamierzała poważnie ukrócić korupcję parlamentarną”.
Podobnie pisał polski historyk Władysław Konopczyński: „Jeszcze za Jerzego III lord North długo trzymał w rękach ster państwa, nie mając mocnego poparcia w gminach, i podał się do dymisji razem z kolegami dopiero, kiedy parlament nazwał wrogiem króla i ojczyzny każdego, ktoby doradzał królowi dalszą wojnę w Ameryce. Młodszy Pitt rządził wbrew izbom przez kilka miesięcy (1783), poczem rozpisał wybory, na których osobiście zwyciężył, ale pośrednio pomógł do zwycięstwa zasadzie, że rządzić można tylko w zgodzie z parlamentem”.